# Eurobowl 2002
Navigation
Édition précédente Édition suivante
L'Eurobowl 2002 est la 16e édition de l'Eurobowl.
Elle sacre les Italiens des Lions de Bergame.

## Clubs de l'édition 2002
| Équipe                       | Nationalité        |
| ---------------------------- | ------------------ |
| Raiders du Tyrol             | Autriche           |
| Vikings de Vienne            | Autriche           |
| Lions de Saragosse           | Espagne            |
| Osos de Madrid               | Espagne            |
| Argonautes d'Aix-en-Provence | France             |
| Dolphins d'Ancône            | Italie             |
| Lions de Bergame             | Italie             |
| Prague Panthers              | République tchèque |
| Bears de Moscow              | Russie             |
| Patriots de Moscou           | Russie             |
| Scythians de Donetsk         | Ukraine            |
| Slaves de Kiev               | Ukraine            |

## Les matches de poules
| Date       | Home       | Score   | Away       |
| ---------- | ---------- | ------- | ---------- |
| 23 février | Saragosse  | 6 - 47  | Argonautes |
| 23 mars    | Osos       | 6 - 35  | Bergame    |
| 24 mars    | Dolphins   | 28 - 20 | Raiders    |
| 24 mars    | Argonautes | 62 - 22 | Saragosse  |
| 7 avril    | Dolphins   | 21 - 14 | Panthers   |
| 13 avril   | Scythians  | 21 - 21 | Patriots   |
| 13 avril   | Bergame    | 53 - 0  | Osos       |
| 13 avril   | Raiders    | 0 - 49  | Vikings    |
| 14 avril   | Slavs      | 13 - 7  | Bears      |
| 20 avril   | Patriots   | 9 - 10  | Scythians  |
| 21 avril   | Bears      | 15 - 17 | Slavs      |
| 21 avril   | Panthers   | 30 - 35 | Vikings    |
| 27 avril   | Scythians  | 27 - 7  | Slavs      |
| 27 avril   | Raiders    | 20 - 54 | Panthers   |
| 28 avril   | Vikings    | 53 - 0  | Dolphins   |
| 5 mai      | Slavs      | 6 - 20  | Scythians  |
| 5 mai      | Vikings    | 55 - 27 | Panthers   |
| 11 mai     | Raiders    | 40 - 56 | Dolphins   |

## Classement général
| Qualifié en quart de finale |

| Club                 | Vic. | Nuls | Déf. | Pts | Pts pour | Pts contre |
| -------------------- | ---- | ---- | ---- | --- | -------- | ---------- |
| Scythians de Donetsk | 1    | 1    | 0    | 3   | 31       | 30         |
| Patriots de Moscou   | 0    | 1    | 1    | 1   | 30       | 31         |

| Club            | Vic. | Nuls | Déf. | Pts | Pts pour | Pts contre |
| --------------- | ---- | ---- | ---- | --- | -------- | ---------- |
| Slaves de Kiev  | 2    | 0    | 0    | 4   | 30       | 22         |
| Bears de Moscou | 0    | 0    | 2    | 0   | 22       | 30         |

| Club               | Vic. | Nuls | Déf. | Pts | Pts pour | Pts contre |
| ------------------ | ---- | ---- | ---- | --- | -------- | ---------- |
| Argonautes d'Aix   | 2    | 0    | 0    | 4   | 109      | 28         |
| Lions de Saragosse | 0    | 0    | 2    | 0   | 28       | 109        |

| Club             | Vic. | Nuls | Déf. | Pts | Pts pour | Pts contre |
| ---------------- | ---- | ---- | ---- | --- | -------- | ---------- |
| Lions de Bergame | 2    | 0    | 0    | 4   | 88       | 6          |
| Osos de Madrid   | 0    | 0    | 2    | 0   | 6        | 88         |

| Club              | Vic. | Nuls | Déf. | Pts | Pts pour | Pts contre |
| ----------------- | ---- | ---- | ---- | --- | -------- | ---------- |
| Vikings de Vienne | 4    | 0    | 0    | 8   | 192      | 57         |
| Dolphins d'Ancône | 3    | 0    | 1    | 6   | 105      | 127        |
| Prague Panthers   | 1    | 0    | 3    | 2   | 125      | 131        |
| Raiders du Tyrol  | 0    | 0    | 4    | 0   | 80       | 187        |

## Play-offs

### Quarts de finale
| Date        | Home                 | Score   | Away                         |
| ----------- | -------------------- | ------- | ---------------------------- |
| 18 mai 2002 | Tyresö Royal Crowns  | 7 - 30  | Seinäjoki Crocodiles         |
| 19 mai 2002 | Lions de Brunswick   | 51 - 0  | Scythians de Donetsk         |
| 25 mai 2002 | Seinäjoki Crocodiles | 20 - 0  | Tyresö Royal Crowns          |
| 25 mai 2002 | Scythians de Donetsk | 7 - 70  | Lions de Brunswick           |
| 26 mai 2002 | Lions de Bergame     | 28 - 13 | Argonautes d'Aix-en-Provence |
| 26 mai 2002 | Vikings de Vienne    | 42 - 7  | Dolphins d'Ancône            |

### Demi-finales
| Date         | Home               | Score   | Away                 |
| ------------ | ------------------ | ------- | -------------------- |
| 15 juin 2002 | Lions de Brunswick | 15 - 7  | Seinäjoki Crocodiles |
| 16 juin 2002 | Vikings de Vienne  | 14 - 40 | Lions de Bergame     |

### Finale
| Date, Lieu                               | Vainqueur        | Score   | Perdant            |
| ---------------------------------------- | ---------------- | ------- | ------------------ |
| 6 juillet 2002, à Brunswick (Basse-Saxe) | Lions de Bergame | 27 - 20 | Lions de Brunswick |

## Sources
- (en) www.eurobowl.info
- (fr)